# S.T.A.L.K.E.R. (серия книг)
S.T.A.L.K.E.R. — книжная серия, продолжающая идею серии игр S.T.A.L.K.E.R. Действие большинства книг происходит в альтернативной реальности в Чернобыльской зоне отчуждения после катастрофы 2006 года. Права на серию принадлежат украинской компании, разработчику серии игр, GSC Game World.

## Издатели
28 апреля 2009 года компания «Эксмо» получила исключительные права на бренд, однако, со 2 ноября 2009 года Роспатент лишил издательство прав на это обозначение. С начала лета 2011 года у издательства «Астрель» закончились права на выпуск книг данной серии. В конце 2012 года Борис Стругацкий дал разрешение издательству Астрель использовать название СТАЛКЕР (теперь серия так и называется, прав на название S.T.A.L.K.E.R. у издательства нет), а также идеи и образы из романа «Пикник на обочине» и сценария к кинофильму Тарковского «Сталкер». Несколько книг уже издано под новым названием.

## Авторы
Книги серии писали такие авторы, как, например:
- Николай Грошев
- Алексей Гравицкий
- Андрей Левицкий
- Дмитрий Янковский[1]
- Александр Зорич[2]
- Алексей Калугин[3]
- Алексей Бобл
- Андрей Чернецов
- Антон Первушин
- Вячеслав Шалыгин
- Лев Жаков
- Сергей Клочков
- Роман Глушков
- Дмитрий Силлов
- Виктор Ночкин
- Алексей Степанов
- Василий Орехов
- Сергей Осипов
- Олег Акимов
- Григорий Елисеев
- Владимир Васильев
- Сергей Долгов
- Алексей Степанов
- Роман Куликов
- Сергей Недоруб
- Ежи Тумановский
- Алексей Гравицкий
- Роман Приходько
- Андрей Ливадный
- Юрий Уленгов
- Андрей Альтанов
- Константин Скуратов

## Книги
Первая книга серии — сборник рассказов «Тени Чернобыля», вышедший 26 марта 2007 год. На данный момент серия насчитывает восемьдесят девять книг.
Различные секреты создания литературной серии изложены в цикле видеороликов «Зловещие тайны S.T.A.L.K.E.R.» писателя-фантаста Андрея Левицкого, одного из сценаристов аддона «S.T.A.L.K.E.R.: Чистое небо».[значимость факта?]